# Vichadero
Vichadero es una localidad uruguaya del departamento de Rivera. Es sede del municipio homónimo.

## Ubicación
La localidad se encuentra situada en la zona sureste del departamento, a orillas del arroyo Coronilla, junto al cerro Vichadero, y en el empalme de las rutas 6 y 27. Dista 131 km de la ciudad de Rivera.

## Historia
Alrededor de 1900 se realizó el fraccionamiento de los terrenos que pertenecían al portugués Felipe Contucci, esposo de María Josefa Oribe, quién fuera hermana de Manuel Oribe. El nombre de la localidad surge de una derivación de “vichar”, que proviene del hecho que los indígenas utilizaban el cerro ubicado en las cercanías para ver al enemigo.
La localidad fue reconocida oficialmente como pueblo por Ley 11.484 del 4 de setiembre de 1950 y posteriormente en 1984 fue elevado a la categoría de villa por Ley 15.538 del 3 de mayo de ese año.

## Población
Según el censo del año 2011 la localidad contaba con una población de 3698 habitantes.
| 1319          | 3156 | 2529 | 3343 | 4074 | 3698 |
| (Fuente: INE) |      |      |      |      |      |

## Servicios
Está ubicada a 131 km de la capital departamental, Rivera, y a 100 km de la ciudad de Melo (Cerro Largo). Posee un centro de salud pública que brinda atención a gran parte de la población de Vichadero y sus alrededores, así como filiales de mutualistas médicas de la capital departamental.
En cuanto a enseñanza, los centros educativos de la localidad son: el jardín n.º 143, atendiendo a niños en edad preescolar, la escuela primaria n.º 24, el liceo Vichadero, que imparte educación secundaria, y la escuela Técnica (ex-U.T.U.) que dicta cursos profesionales.
Se cuenta con un Destacamento de Bomberos con servicio las 24 horas, el cual brinda la respuesta a las emergencias de incendios, rescates y otras emergencias.